# Hieronim Andrzejewski
Hieronim Andrzejewski (ur. 2 maja 1958 w Turku, zm. 11 sierpnia 2020) – polski przyrodnik, botanik, dyrektor Parku Krajobrazowego Wzniesień Łódzkich i Zespołu Parków Krajobrazowych Województwa Łódzkiego.

## Edukacja
Ukończył studia na Wydziale Biologii i Nauk o Ziemi Uniwersytetu Łódzkiego. W okresie studiów był zaangażowany w działalność Studenckiego Koła Naukowego Ochrony Przyrody. W 1981 uczestniczył w strajku studentów uczelni łódzkich.

## Praca zawodowa
Po ukończeniu studiów pracował na stanowisku asystenta w Zakładzie Geobotaniki i Ochrony Przyrody Uniwersytetu Łódzkiego. W latach 1992–1996 zajmował się produkcja filmową w łódzkiej firmie PIX FILM. Po utworzeniu Parku Krajobrazowego Wzniesień Łódzkich (31.12.1996) został jego pierwszym dyrektorem. W 2013 r. został wybrany na stanowisko dyrektora nowo utworzonej jednostki organizacyjnej - Zespołu Parku Krajobrazowych Województwa Łódzkiego, obejmującego obszar siedmiu parków krajobrazowych. Był zaangażowany w różnorodne działania proekologiczne na terenie województwa łódzkiego, np. "Kolorowa Lokomotywa". Zasłużył się jako propagator wiedzy przyrodniczej i edukacji ekologicznej, organizując liczne rajdy i wycieczki. Był także twórcą ścieżek edukacyjnych i szlaków turystycznych, m.in. szlaku rowerowego po Parku Krajobrazowym Wzniesień Łódzkich.  W 2002 r. należał do grona założycieli Towarzystwa Ochrony Krajobrazu w Łodzi, a następnie został wybrany jego prezesem. Pełnił również funkcję przewodniczącego Regionalnej Rady Ochrony Przyrody w Łodzi.
Został pochowany w alei zasłużonych na cmentarzu Doły w Łodzi.
W 2020 roku został pośmiertnie odznaczony Odznaką Honorową za Zasługi dla Województwa Łódzkiego.

## Wybrane publikacje
Hieronim Andrzejewski był współautorem licznych prac naukowych dotyczących przyrody w Polsce Środkowej oraz przewodników turystycznych o profilu przyrodniczym, które współtworzył jako autor tekstu i fotografii m.in.:
- Park Krajobrazowy Wzniesień Łódzkich (1998, 2012, 2014)
- Sulejowski Park Krajobrazowy (1998)
- Park Zamkowy w Uniejowie - ścieżka edukacyjno turystyczna (2004)
- Zielone skarby Łodzi - relikty naturalnej przyrody miasta (2009)
- Siedliska przyrodnicze Natura 2000 w Puszczy Kozienickiej (2009)
- Czerwona Księga Roślin Województwa Łódzkiego (2012)
- Obszary Natura 2000 w województwie łódzkim (2013)
- Sulejowski Park Krajobrazowy : 25-lecie utworzenia Parku 1994-2019 = Sulejów Landscape Park : 25th anniversary of the Park's establishment 1994-2019 (2019)
- Zespół Parków Krajobrazowych Województwa Łódzkiego - informator przyrodniczo-turystyczny (2019)
- Rezerwaty przyrody w województwie łódzkim (2020)
- Spalski Park Krajobrazowy : 25. lecie utworzenia Parku 1995-2020 = Spala Landscape Park : 25th of the Park's estabilishment 1995-2020 (2021)